# Династія Нго
Династія Нго (938 —968 роки) — в'єтнамська династія, що правила в державі Аннам. Утворилася після перемоги над китайською державою Південна Хань. Вважається, що династія Нго припинила багатосторічне панування Китая у В'єтнамі. Після 944 року почався занепад, який завершився повалення династії Дінь Бо Лінєм, що заснував династію Дінь.

## Історія
У 930 році війська Південної Хань повалили напівнезалежну державу Аннам на чолі із династією Кхук. Втім вже у 931 році китайців з Аннаму вигнав Зионг Дінь Нге, військовик Кхук Тхиа Мі, який оголосив себе цзєдуши. Але у 937 році того було повалено Кієу Конг Тієном. Проти нього виступив Нго Куєн, що був зятем Зионг Дінь Нге, який 938 року повалив Кієу Конг Тієна. Водночас вимушений був протидіяти військам на чолі з Лю Хунцао, сина Лю Яна, імператора Південної Хань. Нго Куєн зумів об'єднати навколо себе місцеву знать, створивши потужне військо, що в битві на річці Батьданг завдало поразки Лю Хунцао, який загинув. У результаті Південна Хань відмовилася від агресивних дій проти в'єтів.
Для зміцнення свого статусу Нго Куєн спочатку прийняв китайську посаду цзєдуши Аннаму, а потім узяв титул вионга (аналог китайського вана). Разом з тим він не давав нової назви державі та не впровадив власні титули та посади, що тоді значило утворення незалежної держави. Водночас фактично був самостійним правителем. Він переніс столицю до гірського району, заснувавши місто-фортецю Лоатхань.
Після смерті у 944 році Нго Куєна в державі почалися відцентрові тенденції, оскільки місцева знать уже не мала зовнішнього ворога. Цьому також сприяла боротьба за владу. Спочатку шварг Нго Куена — Зионг Там Кха — не допустив до трону офіційного спадкоємця Нго Сионг Нгапа, що зрештою призвело до протистояння. У 950 році брат останнього — Нго Сионг Ван — повалив Зионг Там Кха. Після цього став правити з братом.
З 965 року в державі почалася боротьба за трон, що стала відома як Епоха дванадцяти шикуанів. До 967 року єдина держава практично перестала існувати. 968 року військовик Дінь Бо Лінь повалив шикуана Нго Сионг Сі, заснувавши власну династію.